# 松村潤
松村潤（まつむら じゅん、1924年〈大正13年〉2月29日 - 2021年〈令和3年〉9月22日）は、日本の歴史学者。専門は東洋史、特に明清史・満州族史。日本大学名誉教授。東洋文庫研究員。勲三等瑞宝章受章。

## 略歴・人物
1924年2月29日、千葉医科大学教授であった松村䏋の四男として千葉県千葉市にて生誕。
1950年学習院高等科文科甲類卒業後、東京大学文学部東洋史学科入学。1953年卒業後、同大学大学院進学とともに学習院大学東洋文化研究所助手に任ぜられ（同年9月まで）、10月には東洋文庫研究員に転じ、「以後四〇年にわたって、機関誌『東洋学報』の編輯などを通じて、同文庫の国際的な発展に尽」くす(古稀記念 1994, p. I 序文 丹喬二)。1957年『満文老檔』に関する研究により#日本学士院賞 受賞。1958年、東京大学大学院修了。
1961年7月に東洋文庫附置ユネスコ東アジア文化研究センター室長に任ぜられ（翌年3月まで）、1962年4月には日本大学文理学部史学科助教授に就任(東洋文庫研究員兼任)、1970年に同大学教授に昇任。1986年-1987年にユネスコ東アジア文化研究センター所長を兼任、1993年には同大学大学院国際関係研究科を兼担、1994年日本大学定年退職（名誉教授の称号を受ける）。2001年、勲三等瑞宝章を受章。
2021年9月22日死去、享年97歳。9月22日付をもって従五位に追叙される。

### 日本学士院賞 受賞
ヌルハチとホンタイジが統治した清朝初期の時代について満州語で記録された『満文老檔』を翻訳し解釈を加えた研究により、1957年第一・二冊に対し日本学士院賞を授与される。受賞研究題目は「満文老檔 本文篇 第一巻太祖1 および 第二巻太祖2」。共同研究者・同時受賞者は神田信夫・ 岡本敬二・石橋秀雄・岡田英弘。受賞後も訳注を続け、毎年ほぼ一冊のペースで刊行し、1963年の第七冊をもって完了する。

## 著書

### 単著
- 『米國議會圖書館所藏滿洲語文獻目録』東北アジア文獻研究會〈東北アジア文獻研究叢刊 1〉、1999年2月。 NCID BA41700153。
- 『清太祖實録の研究』東北アジア文獻研究會〈東北アジア文獻研究叢刊 2〉、2001年3月。 NCID BA53037250。- 単なる論文集ではなく、最新の研究成果に基づいて既発表論文を全面的に補訂・再構成したもの[18]
- 『明清史論考』山川出版社、2008年5月。ISBN 978-4634674417。 NCID BA86084347。- 22本の論考を収録[19]

### 共著・共訳・論文
- 滿文老檔研究会 訳注『満文老檔 太祖』 I-III巻、東洋文庫〈東洋文庫叢刊 第12〉、1955,1956,1958。 NCID BN09365693。
- 滿文老檔研究会 訳注『満文老檔 太宗』 IV-VII巻、東洋文庫〈東洋文庫叢刊 第12〉、1959,1961,1962,1963。 NCID BN07550195。
- 滿文老檔研究会『八旗通志列傳索引』東洋文庫、1965年。 NCID BN07866315。
- 東洋文庫清代史研究室 編『鑲紅旗檔』 全3巻（雍正朝、乾隆朝 1、乾隆朝 2）、東洋文庫、1972,1983,1993。 NCID BN05481047。全国書誌番号:84013451。全国書誌番号:84013450。全国書誌番号:93065419。
- 神田信夫・岡田英弘と共訳注、東洋文庫清代史研究室『舊滿洲檔：天聡九年』 全2巻、東洋文庫〈東洋文庫叢刊 第18〉、1972年3月、1975年3月。 NCID BN09365886。全国書誌番号:79001817、全国書誌番号:73019704。
- 「明・清時代」『敦煌の歴史』榎一雄責任編集、大東出版社〈講座敦煌 2〉、1980年7月。 NCID BN00320368。
- 「金・元・明の満洲」「清朝の勃興」『北アジア史（新版）』護雅夫・神田信夫編、山川出版社〈世界各国史 12〉、1981年。ISBN 978-4634411203。 NCID BN01429001。
- 「天聡九年のチャハル征討をめぐる諸問題」『清朝と東アジア：神田信夫先生古稀記念論集』神田信夫先生古稀記念論集編纂委員会 編、山川出版社、1992年3月。ISBN 978-4634655003。 NCID BN07573190。
- 「乾隆重鈔の無圈點老檔について」『東方學論集 : 東方學會創立五十周年記念』東方学会、1997年5月。ISBN 978-4924530065。 NCID BA30467090。
- 東洋文庫清代史研究室 訳注『内国史院档 : 天聡七年』東洋文庫、2003年3月。 NCID BA91802199。
- 神田信夫・岡田英弘と共著『紫禁城の栄光：明・清全史』講談社〈講談社学術文庫 1784〉、2006年10月。ISBN 978-4061597846。 NCID BA78684440。- 初刊『大世界史 11』(文藝春秋、1968年) の増訂